# Werner Seelenbinder
Werner Seelenbinder (2 août 1904 - 24 octobre 1944) est un champion de lutte allemand, également militant du Parti communiste d'Allemagne, né le 2 août 1904 à Stettin. Il participa à la résistance allemande au nazisme et mourut décapité par une guillotine le 24 octobre 1944 à Brandebourg-sur-la-Havel dans la prison de Brandebourg-Görden.

## Biographie
La famille Seelenbinder arrive à Berlin en 1909 et aménage dans un appartement à Friedrichshain. Ses parents tiennent une épicerie orientale. Après une formation de menuisier, Werner Seelenbinder occupe des emplois occasionnels et traverse une longue période de chômage.
Il a rejoint un club de sport ouvrier et s'entraine comme haltérophile et lutteur. Il étudie les écrits de Karl Marx et de Lénine et adhère aux idées communistes.
À l'Olympiade ouvrière de 1925 à Francfort, il est victorieux à la lutte gréco-romaine dans la catégorie des mi-lourds.
En 1928, il remporte la Spartakiade à Moscou où plus de 200 sportifs allemands ont été interdits du concours. Mais, grâce à son intérêt pour le marxisme, il peut y participer. Au retour de ce voyage à Moscou, il adhère au  Parti communiste d'Allemagne (KDP).
En août 1933, il remporte la première place du championnat d’Allemagne de lutte dans la catégorie des mi-lourds. Lors de la remise des médailles, il refuse de faire le salut nazi. En représailles, il est interdit d'entrainement et d'événements sportifs pendant 16 mois.
En 1936, il se qualifie pour les Jeux olympiques d’été de Berlin, il projette, en accord avec le KPD, de protester contre la dictature nazie lors de la cérémonie de remise des prix. Il n'obtient que la quatrième place et ne monte pas sur le podium. L’action politique envisagée ne peut être exécutée. La même année, il adhère au groupe de  Robert Uhrig, qui vient d’être libéré de la prison,.
En 1937 et 1938, il termine troisième de sa catégorie aux championnats d’Europe de lutte et profite de ses voyages sportifs pour servir d'agent de liaison au KDP, bien qu'il soit sous la surveillance de la Gestapo.
En 1939, Werner Seelenbinder est obligé de travailler dans l’usine sidérurgique de Berlin-Tempelhof. Il y organise une cellule de résistance communiste avec des travailleurs forcés polonais et des communistes allemands en concertation avec le groupe de Robert Uhrig et Alfred Kowalke,. Lorsque ce groupe est démantelé, la Gestapo arrête Werner Seelenbinder le 4 février 1942. Après avoir été torturé pendant huit jours, et avoir séjourné dans différentes prisons et camp de concentration pendant deux ans et demi, il est condamné à mort par  le Volksgerichtshof. Il est exécuté, par décapitation, pour trahison le  24 octobre 1944 à la prison de Brandebourg-Görden.